# Pedrajas de San Esteban
Pedrajas de San Esteban ist eine nordspanische Kleinstadt und eine Gemeinde (municipio) mit 3.406 Einwohnern (Stand: 2024) in der Provinz Valladolid in der autonomen Region Kastilien-León.

## Geografie
Pedrajas de San Esteban liegt im Süden der Provinz Valladolid etwa 40 Kilometer südsüdöstlich von Valladolid an der Grenze zu Segovia.

## Bevölkerungsentwicklung
| 1366 | 2311 | 2803 | 2925 | 3123 | 3224 | 3652 | 3334 |

## Sehenswürdigkeiten

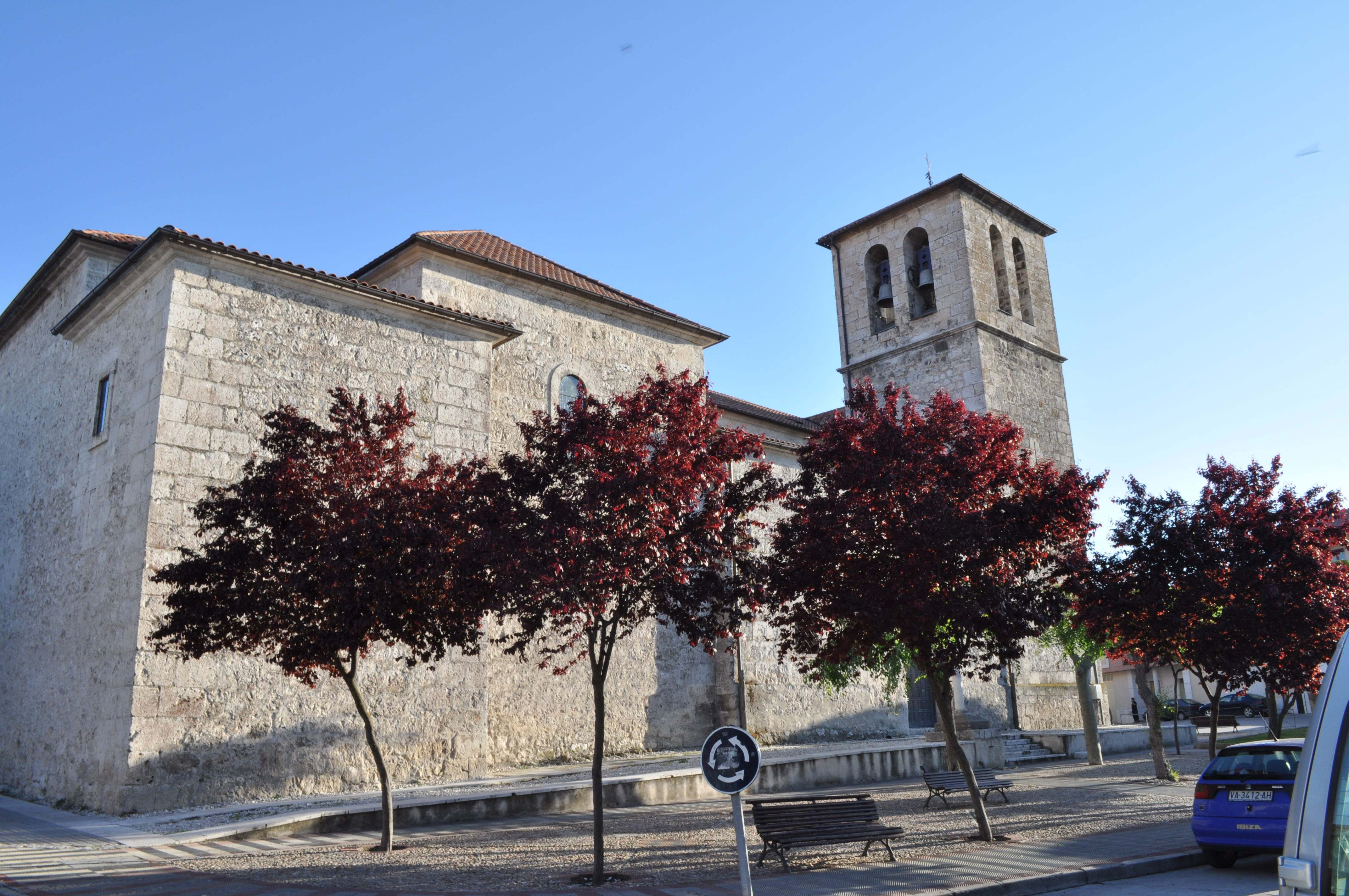
Stefanskirche
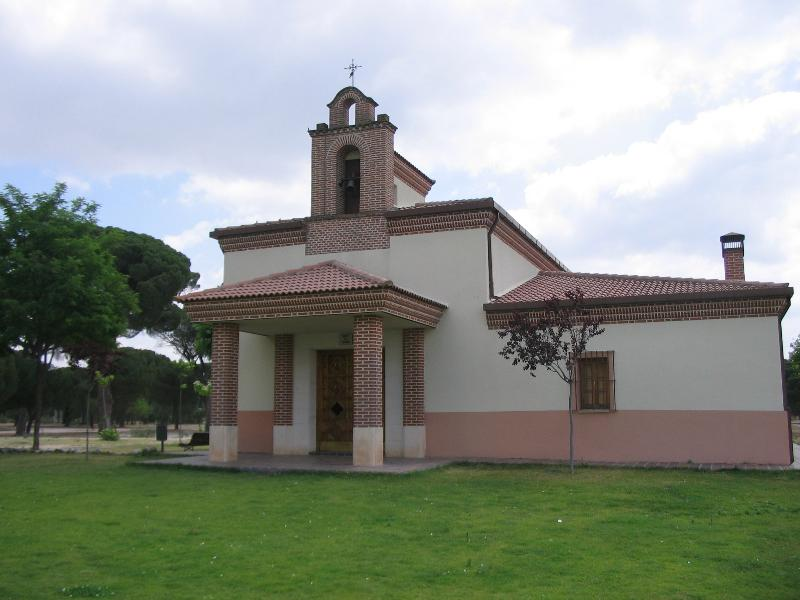
Kapelle von Sacedón
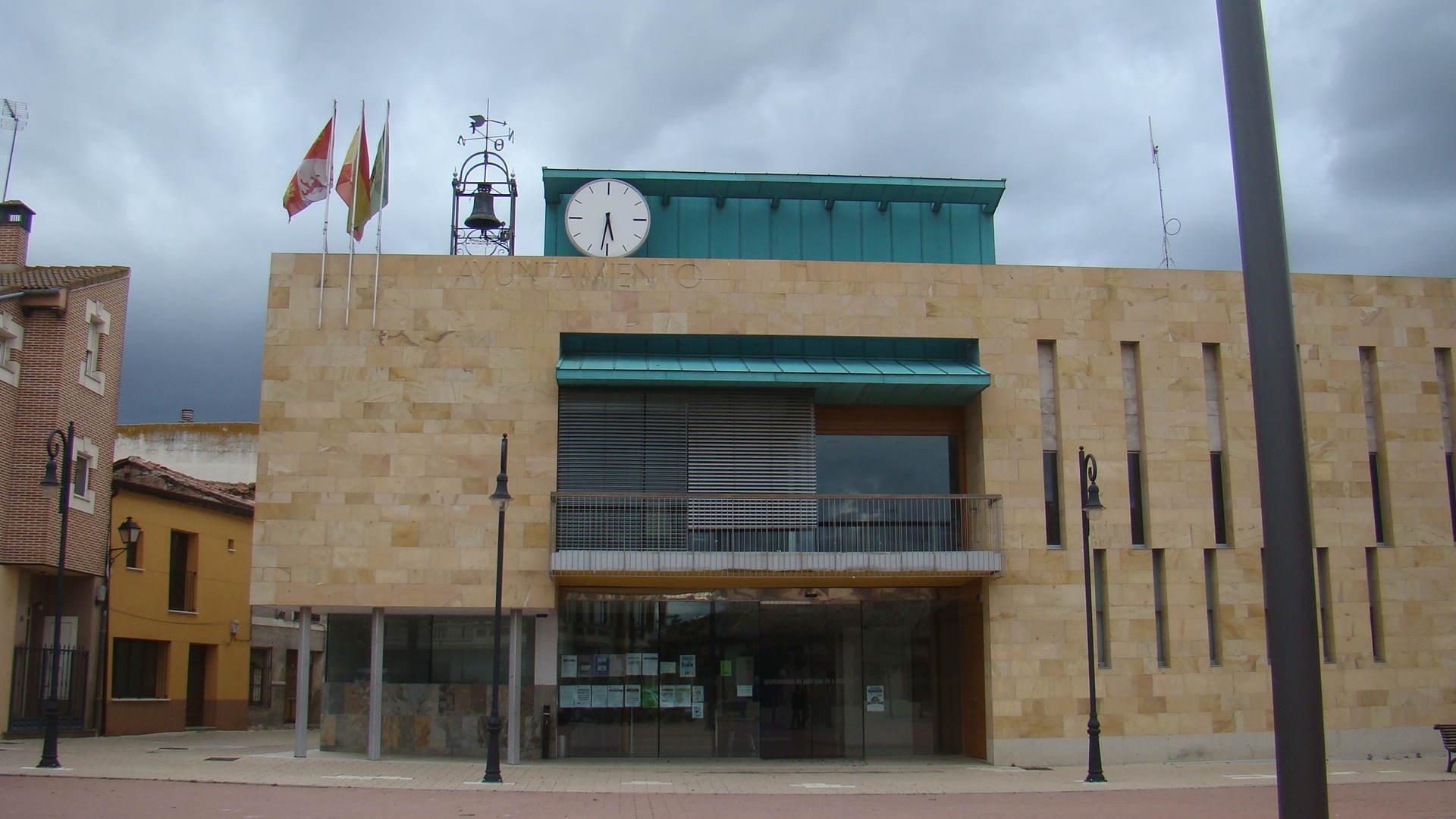
Rathaus

- Stefanskirche
- Kapelle von Sacedón
- Rathaus

## Gemeindepartnerschaften
Mit der französischen Gemeinde Saint-Nolff im Département Morbihan (Bretagne) seit 1991 und der italienischen Gemeinde Mola di Bari in der Provinz Bari (Apulien) seit 2012 bestehen Partnerschaften.